# Condado de Sioux (Nebraska)
O Condado de Sioux é um dos 93 condados do estado norte-americano de Nebraska. A sede do condado é Harrison, que é também a sua maior cidade. O condado tem uma área de 5354 km² (dos quais 3 km² estão cobertos por água), uma população de 1475 habitantes, e uma densidade populacional de 0,27 hab/km² (segundo o censo nacional de 2000). O condado foi fundado em 1877 e o seu nome provém da tribo ameríndia Sioux.